# رأب الجيب بالبالون
رأب الجيوب الأنفية بالبالون (بالإنجليزية: Balloon sinuplasty)‏، هو إجراء قد يستخدمه جراحو الأذن والأنف والحنجرة لعلاج الجيوب الأنفية المسدودة. قد يكون المرضى الذين تم تشخيصهم بالتهاب الجيوب الأنفية ولكن لا يستجيبون للأدوية مرشحين لجراحة الجيوب الأنفية. تم اعتماد تكنولوجيا البالون في البداية من قبل إدارة الغذاء والدواء الأمريكية وذلك في عام 2005، وهو نظام تنظير داخلي قائم على القسطرة لعلاج التهاب الجيوب الأنفية المزمن. ويُستخدم فيه بالونًا فوق قسطرة سلكية لتوسيع ممرات الجيوب الأنفية. يتم نفخ البالون بهدف توسيع فتحات الجيوب الأنفية، وتوسيع جدران ممر الجيوب الأنفية واستعادة التصريف الطبيعي.

## نظرة عامة
يمكن إجراء جراحة الجيوب الأنفية بالبالون في مستشفى أو عيادة خارجية أو في عيادة الطبيب تحت تأثير التخدير الموضعي. يقوم الطبيب بإدخال قسطرة إرشادية عبر فتحة الأنف وبالقرب من فتحة الجيوب الأنفية تحت التصور بالمنظار. ثم يتم إدخال سلك توجيه مرن في الجيب المستهدف لتأكيد الوصول. تحتوي معظم أسلاك التوجيه على ضوء على الطرف والذي قد ينتج عنه انتقال الضوء المرئي عبر الجلد لمساعدة الطبيب في الوضع الصحيح للسلك التوجيهي. بمجرد تأكيد الوصول إلى الجيوب الأنفية المسدودة، يتم دفع قسطرة بالون فوق السلك التوجيهي ويتم وضعها في فتحة الجيوب الأنفية المسدودة ثم يتم نفخه. تستغرق العملية بأكملها حوالي 30 دقيقة، وإذا نجحت العملية، فستظل الجيوب الأنفية مفتوحة بعد تفريغ البالون وإزالته لمدة تصل إلى 24 شهرًا.

## ابحاث
منذ التقديم الأولي لتوسيع الجيوب الأنفية، قامت عدد من الدراسات السريرية باختبار سلامته وفعاليته ومتانته وفوائده للمرضى. تظهر البيانات من هذه الدراسات أنه بالنسبة للمرضى المناسبين، يتم توسيع الجيوب الأنفية:
- آمن للغاية - معدل المضاعفات 0.1% عبر 8 دراسات تمثل حوالي 900 مريض.[7][8][9][10][11][12][13][14][15][16]
- يوفر تحسنًا متسقًا وهامًا ودائمًا في الأعراض.
- فعال في علاج المرضى الذين يعانون من التهاب الجيوب الأنفية المزمن أو المتكرر، والمرضى الذين يعانون من أمراض الجبهية والفكين والأمراض الوتدية، والمرضى الذين يعانون من الحساسية أو بدونها، والربو، وانحرافات الحاجز، والجراحة السابقة.
- يمكن إجراؤها بشكل مريح وفعال تحت التخدير الموضعي في مكان العيادة.

لفهم دور تمدد الجيوب الأنفية في العلاج بشكل أفضل، سعى العديد من الأطباء إلى إجراء مقارنة مباشرة لتوسيع الجيوب الأنفية بالبالون مع معيار الرعاية الحالي، وهو جراحة الجيوب الأنفية الوظيفية بالمنظار. تم نشر نتائج أول تجربة عشوائية محكمّة ومتعددة المراكز مع قوة إحصائية كافية لمقارنة تمدد الجيوب الأنفية بجراحة الجيوب الأنفية الوظيفية بالمنظار في المجلة الأمريكية لأمراض الأنف والحساسية في عامي 2013 و 2014. تظهر البيانات من الدراسة أن تمدد الجيوب الأنفية بالبالون فعال مثل جراحة الجيوب الأنفية الوظيفية، ويوفر تجربة تعافي أفضل للمريض. شهد مرضى البالون والجراحة مستوى مشابهًا هامًا من:
- تحسن الأعراض.
- انخفاض في عدد نوبات التهاب الجيوب الأنفية التي تتطلب العلاج في السنة بعد العلاج.
- تحسينات في إنتاجية العمل ومستوى النشاط.

شعر المرضى الذين أَجروا رأب الجيوب الأنفية بالبالون بالشفاء بشكل أسرع، ونزيف أقل، وحاجة أقل إلى مسكنات الألم الموصوفة. بشكل عام، تتناول البيانات من هذه الدراسات الأسئلة السريرية الرئيسية، وتؤكد دور رأب الجيوب الأنفية بالبالون كبديل للجراحة التقليدية.

## فوائد
تقنية البالون هي علاج بديل أقل اجتياحًا من جراحة الجيوب الأنفية الوظيفية التقليدية (FESS). يتم توسيع الجيوب الأنفية باستخدام بالون بدلاً من استخدام أدوات معدنية لقطع الأنسجة وإزالتها لزيادة قطرالفتحات. بسبب المخاطر الأقل والمضاعفات الأقل، يمكن إجراء رأب الجيب بالبالون في العيادة تحت التخدير الموضعي. وهذا يفتح سبيلا لعلاج المرضى الذين يعانون من أمراض الجيوب الأنفية والذين لا يستطيهون إجراء الجراحة التقليدية إما بسبب العمر، أو الظروف الصحية، أو ردود الفعل السابقة للتخدير العام، أو الخوف من «الموت تحت التخدير». بالنسبة للمريض المناسب، يمكن أن يكون لهذا الإجراء نفس درجة التأثير على الحد من الأعراض مثل الجراحة التقليدية.

## المعوقات
قد لا يكون رأب الجيوب بالبالون مناسبًا لجميع مرضى التهاب الجيوب الأنفية المزمن والمتكرر. استبعدت الدراسات السريرية عادةً المرضى الذين يعانون من:
- مرض اليوزيني
- داء السلائل الحاد أو التهاب الجيوب الأنفية الفطري
- انحراف الحاجز الشديد
- التليف الكيسي
- ثالوث سامتر
- صدمة الوجه

## اقرأ أيضًا
- "Safety and Feasibility of Balloon Catheter Dilation of Paranasal Sinus Ostia: A Preliminary Investigation;". Annals of Otology, Rhinology, and Laryngology. ج. 115 ع. 4: 293–299. 2006. DOI:10.1177/000348940611500407. PMID:16676826.
- "Catheter Based Dilation of the Sinus Ostia: Initial Safety and Feasibility Analysis in a Cadaver Model;". American Journal of Rhinology. ج. 20 ع. 3: 290–294. 2006. DOI:10.2500/ajr.2006.20.2868.
- "Office-based balloon sinus dilation: a prospective, multicenter study of 203 patients". Int Forum Allergy Rhinol. ج. 3 ع. 5: 404–411. 2013. DOI:10.1002/alr.21112. PMID:23136057.